# Neurothemis ramburii
Neurothemis ramburii е вид водно конче от семейство Libellulidae. Видът не е застрашен от изчезване.

## Разпространение и местообитание
Разпространен е в Бруней, Индонезия (Бали, Калимантан, Малки Зондски острови, Суматра и Ява), Малайзия (Западна Малайзия, Сабах и Саравак), Папуа Нова Гвинея (Бисмарк), Провинции в КНР, Тайван и Филипини.
Обитава сладководни басейни и морета.